# قلعه (شهر)
قلعه (به ترکی استانبولی: Kale) شهری است در کشور ترکیه که در استان دنیزلی واقع شده‌است. جمعیت این شهر بر اساس سرشماری سال ۲۰۰۸ میلادی ۷٬۸۶۴ نفر و بر اساس برآوردهای سال ۲۰۰۹ میلادی ۸٬۰۱۵ نفر می‌باشد.